# Щипино (Вологодский район)
Щипино — деревня в Вологодском районе Вологодской области.
Входит в состав Кубенского сельского поселения, с точки зрения административно-территориального деления — в Кубенский сельсовет.
Расстояние по автодороге до районного центра Вологды — 33 км, до центра муниципального образования Кубенского — 2 км. Ближайшие населённые пункты — Кашкалино, Коншино, Ермолино, Кубенское, Тимофеево, Ирхино, Подолино, Песочное, Крюково, Кулешево, Манино.
По переписи 2002 года население — 2 человека.